# Enghien
Pour les articles homonymes, voir Enghien (homonymie).
Enghien (/ɑ̃ɡ.jɛ̃/ ; en néerlandais : Edingen ; en wallon : Inguî et en flamand : Enge) est une ville francophone à facilités de Belgique (elle se trouve à la frontière linguistique) située en Région wallonne dans la province de Hainaut. Enghien est une ville de la banlieue bruxelloise (Zone 02).
Elle accorde des facilités linguistiques pour les néerlandophones. Sa population croît à un rythme supérieur à 15 % entre 1981 et 2003 et de 27,78 % au cours du XXIe siècle.

## Toponymie
La localité de Belgique est citée pour la première fois dans les textes du XIe siècle sous les formes Edinghen ou Edinghem. On trouve Adinghien en 1092, puis Anghien en 1147, Aienghien en 1227 et pour la première fois, Enghien, en 1264. Il fut parfois écrit sous les formes Anguien ou Enguien.
Il s'agit d'un nom de lieu composé avec le double suffixe -ing-hem, caractéristique de la toponymie germanique. Le suffixe -ing(en) se rapporte à la propriété « chez » et le suffixe -hem à sa nature « foyer » ou « village », même origine germanique que l'ancien français ham qui a donné « hameau ».
Il est précédé d'un nom de personne germanique comme tous les noms en -ing-hem. Il s'agit sans doute d'Edo, anthroponyme francique que l'on retrouve peut-être dans Etting en Lorraine. Ce type de formation toponymique est très fréquent dans les départements du Nord et du Pas-de-Calais cf. Eringhem (Nord), Maninghem (Pas-de-Calais), etc. La forme -hien est une francisation cf. Mazinghien, Frelinghien (Nord).
Enghien-les-Bains, commune française, doit son nom à la ville belge d'Enghien. Le déterminant les Bains est postérieur à la découverte de la source sulfureuse.
Le nom wallon est Inguî,.

## Géographie

### Sections de commune
| # | Nom                         | Superf. (km²) | Habitants (2020) | Habitants par km² | Code INS |
| - | --------------------------- | ------------- | ---------------- | ----------------- | -------- |
| 1 | Enghien (Edingen)           | 0,69          | 3.950            | 5.694             | 51067A   |
| 2 | Marcq (Mark)                | 20,90         | 3.419            | 164               | 51067B   |
| 3 | Petit-Enghien (Lettelingen) | 17,81         | 6.687            | 375               | 51067C   |

### Autres Villages
Labliau (Abele).
|       | Hérinnes, Pepingen |        |
| Silly | Enghien            | Rebecq |
|       | Silly, Rebecq      |        |

## Démographie

### Démographie: Avant la fusion des communes
- Source: DGS recensements population

### Démographie: Commune fusionnée
En tenant compte des anciennes communes entraînées dans la fusion de communes de 1977, on peut dresser l'évolution suivante :
Les chiffres des années 1831 à 1970 tiennent compte des chiffres des anciennes communes fusionnées.
- Source : DGS, de 1831 à 1981=recensements population; à partir de 1990 = nombre d'habitants chaque 1 janvier[13]

## Histoire
Fondée par Englebert d'Enghien, au XIe siècle, la cité est riche d'un passé prestigieux.

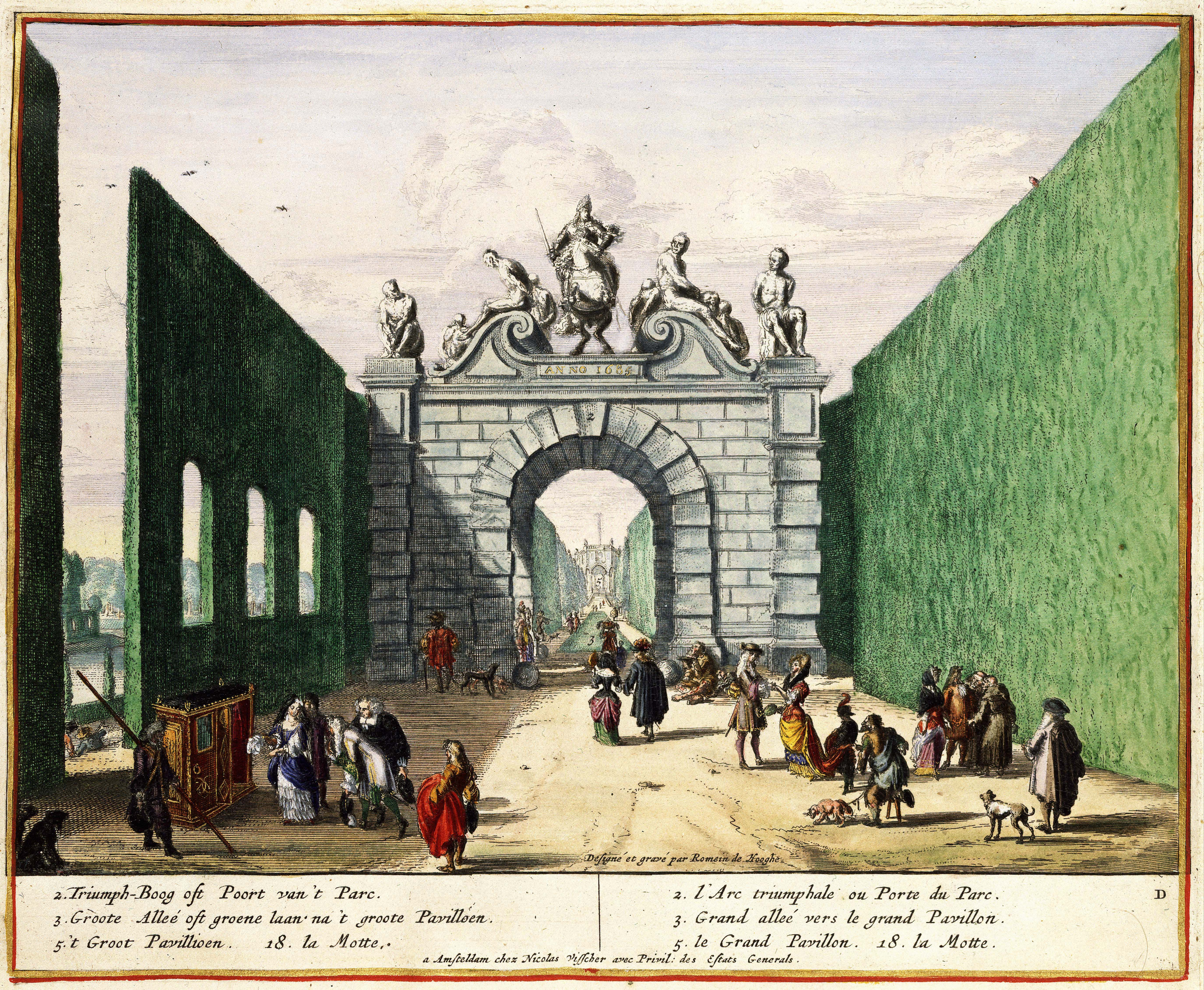
Le parc d'Enghien en 1685.

Enghien fut la première baronnie du comté de Hainaut. Place militaire des seigneurs d'Enghien au début du XIIIe siècle, elle devint ensuite une résidence d'agrément des Luxembourg.
Au plus tard dès 1486, Enghien aura une chambre de rhétorique, qui participera au landjuweel à Gand en 1539.
En 1487, Marie de Luxembourg (1462-1546), unique héritière de Pierre II de Luxembourg, comte de Saint-Pol et membre de l'une des branches de la maison de Luxembourg, épousa François de Bourbon-Vendôme, l'arrière-grand-père d'Henri IV. Marie de Luxembourg lui apporta en dot entre autres les seigneuries de Condé (en Brie) et d'Enghien. Ces fiefs passèrent à son petit-fils Louis Ier de Bourbon, prince de Condé, oncle d'Henri IV, et auteur du lignage illustre des princes de Condé, premiers princes du sang. Louis Ier fit transporter le nom d'Enghien sur la seigneurie de Nogent-le-Rotrou, dans le Perche, qu’il fit nommer Enghien-le-Français. En 1566, il prend le titre de duc d'Enghien. Ce titre n'est pas enregistré et disparaît avec lui en 1569. La seigneurie d'Enghien demeura aux mains de la branche aînée de la maison de Bourbon (notamment en la personne du roi Henri IV), mais en 1689 les Condés obtiennent de Louis XIV de commuer le duché de Montmorency, qu'ils détiennent depuis 1633, en duché d’Enghien. Officiellement, la ville de Montmorency, sa vallée et son étang doivent s’appeler « Enghien ». L’usage conserve à Montmorency son nom d’origine mais son étang s'appelle « étang (ou lac) d’Enghien », d'où le nom de la commune actuelle d'Enghien-les-Bains.
La seigneurie d'Enghien échut donc au roi Henri IV, qui négligea cette propriété et la vendit à Charles d'Arenberg en 1607. C'est la famille d'Arenberg qui crée le parc que l'on connaît aujourd'hui.
Avant la première Guerre mondiale, la petite ville d'Enghien avait une population majoritairement néerlandophone, comme le montrent les recensements officiels. Avant la seconde guerre mondiale, la population était de 50 - 50. Après de longues négociations, lors de la détermination de la frontière linguistique dans les années 60, il a été décidé de ne pas inclure Enghien dans la province du Brabant flamand. Malgré l'octroi de facilités linguistiques pour la population néerlandophone d'origine en 1962, la ville est devenue de plus en plus francisée.

## Armoiries
|  | Armes d'Enghien. Elles lui ont été octroyées le 15 avril 1818, à nouveau le 17 novembre 1838 et encore le 5 septembre 1978. Blasonnement : Gironné d'argent et de sable de dix pièces, chaque giron de sable chargé de trois croix recroisettées au pied fiché d’or le pied dirigé vers le centre de l'écu. L'écu sommé d'une couronne d'or à cinq fleurons et supporté par deux lions du même. - Arrêté royal : 17 novembre 1838 Source du blasonnement : Lieve Viaene-Awouters et Ernest Warlop, Armoiries communales en Belgique, Communes wallonnes, bruxelloises et germanophones, vol. Tome I : Communes wallonnes A-L, Bruxelles, Dexia, 2002, p. 299. |

## Politique et administration

### Conseil et collège communal 2024-2030
Ci-dessous, le tableau des résultats des élections communales de 2024.
| Parti | Parti          | Voix (2024) | Voix (2018) | % (2024) | % (2018) | +/-     | Sièges  | +/-  | Collège |
| ----- | -------------- | ----------- | ----------- | -------- | -------- | ------- | ------- | ---- | ------- |
|       | LB Ecolo       | 1.723       | 2.855       | 19,62%   | 33,29%   | 13.67 % | 4 / 23  | 5.0  | Non     |
|       | PS             | 793         | 1.053       | 9,03%    | 12,28%   | 3.25 %  | 1 / 23  | 1.0  | Non     |
|       | Généractions   | 4.155       | -           | 47,32%   | -        | 0.0 %   | 12 / 23 | 12.0 | Oui     |
|       | En Mouvement   | 2.110       | 1.563       | 24,03%   | 18,22%   | 5.81 %  | 6 / 23  | 2.0  | Oui     |
|       | MR             | -           | 1.314       | -        | 15,32%   | 0.0 %   | - / 23  | 3.0  | Non     |
|       | Ensemble Engh. | -           | 1.792       | -        | 20,89%   | 0.0 %   | - / 23  | 5.0  | Non     |
| Total | Total          | 8 781       | 8 577       | 100 %    | 100 %    |         | 23      |      |         |

| Collège communal  |                      |                            |
| ----------------- | -------------------- | -------------------------- |
| Bourgmestre       | Marc Vanderstichelen | Les Engagés - Généractions |
| 1er Échevine      | Annelise Deville     | MR - Généractions          |
| 2e Échevine       | Christine Leroy      | Généractions               |
| 3e Échevine       | Valentine Pary       | Généractions               |
| 4e Échevin        | Sébastien Russo      | Généractions               |
| 5e Échevin        | Sébastien Vanbelle   | Généractions               |
| Président du CPAS | Francis De Hertog    | En Mouvement               |

### Liste des bourgmestres de 1800 à aujourd'hui

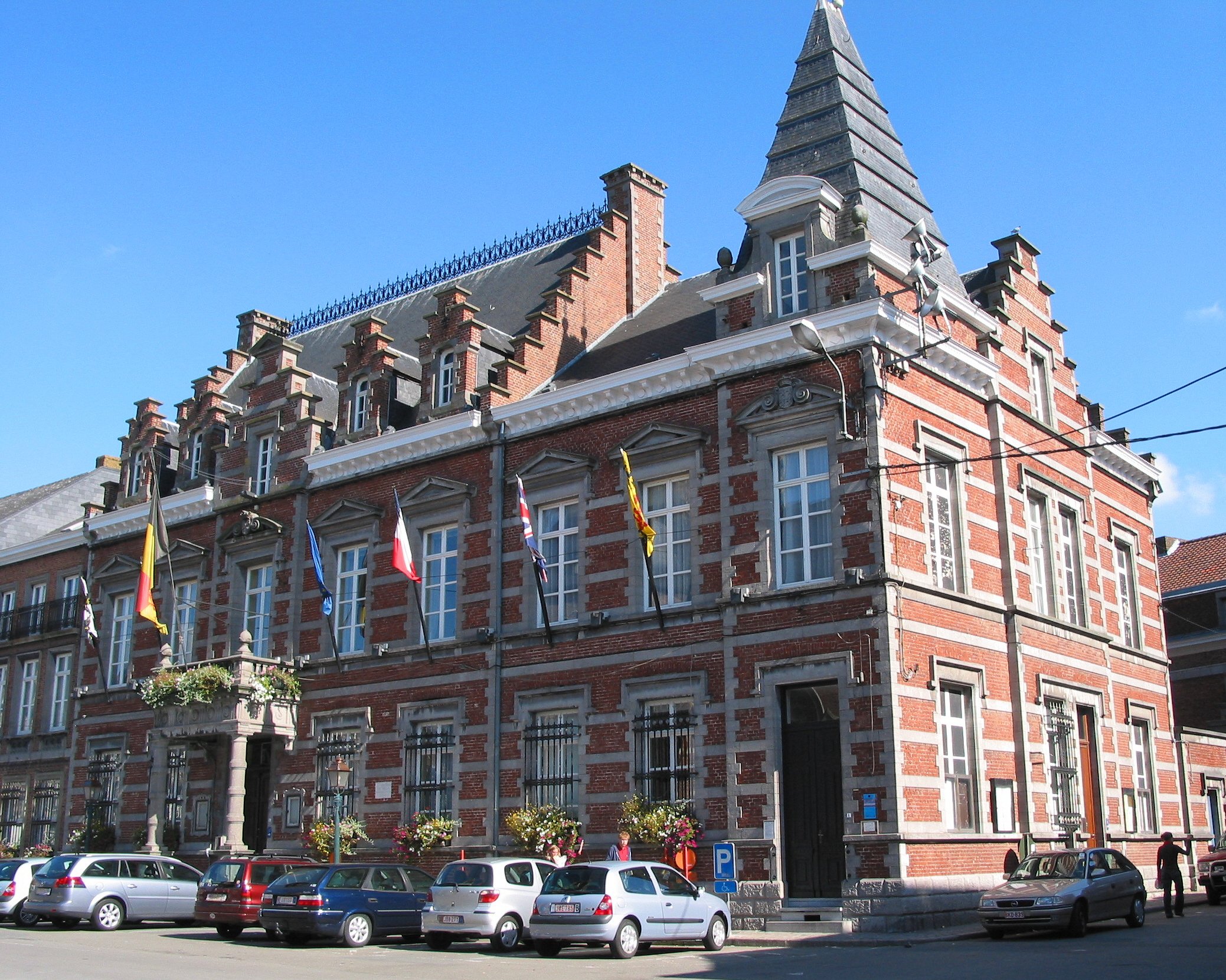
L'hôtel de ville (XIXe siècle).

- 2024 – aujourd'hui : Marc Vanderstichelen.
- 2012 – 2024 : Olivier Saint-Amand.
- 2001 – 2012 : Florine Pary-Mille.
- 1977 – 2000 : Clément Crohain.
- 1971 – 1976 : Robert Plaisant.
- 1955 – 1971 : chevalier José Le Clément de Saint-Marcq.
- 1905 – 1955 : Pierre Delannoy.
- 1897 – 1905 : Aimé Pacco.
- 1891 – 1896 : Hyppolyte Deblander.
- 1876 – 1890 : Léon Vanderkelen.
- 1872 – 1875 : Félix Choppinet, chevalier de l'Ordre de Saint-Sylvestre.
- 1857 – 1871 : baron Émile Daminet, Commandeur de l'Ordre de Saint-Grégoire-le-Grand.
- 1836 – 1856 : baron Alexandre Daminet.
- 1831 – 1836 : Louis-Joseph Bruneau.
- 1830 – 1831 : Charles-Joseph Destrycker.
- 1800 – 1830 : Joseph-Julien Parmentier, Chevalier de l'Ordre du Faucon blanc.

### Jumelages
- Enghien-les-Bains  France.

## Patrimoine et culture

### Patrimoine architectural

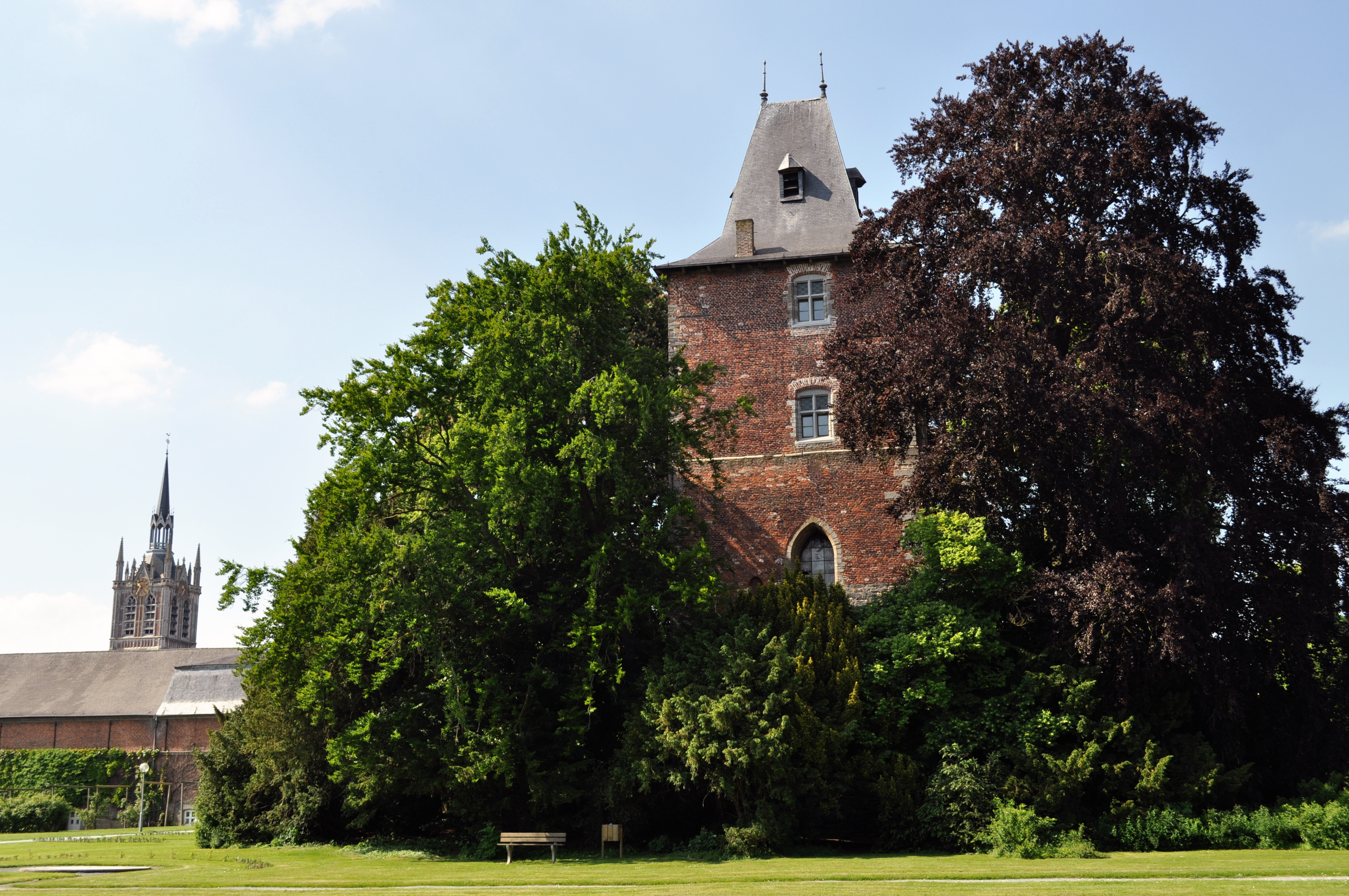
La tour de la chapelle castrale dans le parc d'Enghien.

Enghien en Belgique est connue pour sa dentelle, sa tapisserie, dont les célèbres verdures. Cinq pièces datant du XVe siècle sont exposées dans le musée de la tapisserie, sis en la maison Jonathas, le donjon roman le plus important de Wallonie.
Dans la région, la fabrication de la bière est une tradition. Dans la commune voisine, Hérinnes-lez-Enghien, les moines de la chartreuse de Hérinnes ont exploité une brasserie à la ferme Hof te Schiebeek. Enghien a aussi sa bière, la Double Enghien : fondée en 1880, la brasserie est depuis 1975 transférée à la Brasserie de Silly . Il y a aujourd'hui son fromage à la Double, ses chocolats, etc.

#### Lieux et monuments
- Parc d'Enghien : inscrit depuis 1972 sur la liste des Parcs et jardins remarquables de Wallonie.
- Église Saint-Nicolas. Sur la grand place, cette vaste église gothique abrite un carillon de 51 cloches. À l'intérieur, on découvre notamment les beaux vitraux modernes (1964) de Max Ingrand, dont la grande verrière évoque l'Apostolat. La chapelle Notre-Dame-de-Messines (jadis Saint-Éloi), partie la plus ancienne de l'édifice, renferme le Retable de la Vierge du XVIe siècle de l'école anversoise (Moreau-Coecke) illustrant des scènes de la vie de la Vierge.
- Église des Capucins, ou chapelle Saint-François. Cet édifice de 1616 contient, dans une chapelle, un beau mausolée Renaissance exécuté par le sculpteur de Charles Quint, Jean Mone, pour Guillaume de Croÿ (cardinal-évêque de Tolède).
- Le petit musée de la Tapisserie rappelle que Enghien posséda d'importants ateliers de lissiers du XVe au XVIIIe siècle.
- Le patrimoine immobilier classé.

## Culture

### Festivals de musique
- LaSemo, festival. Le 10 février 2013, les organisateurs ont annoncé le déménagement du festival au Parc d'Enghien.
- Centre Culturel d'Enghien.
- L'Orchestre Hainaut-Picardie (anciennement Festival Musical d'Enghien).
- Le Carillon d'Enghien.

## Économie
Sociétés présentes à Enghien :
- Delcampe, ventes aux enchères d'objets de collection ;
- Happy Paper, spécialiste de la décoration de table ;
- Labo4.be, bureau d'étude en électronique ;
- SMPI, sablage et peinture industrielle.

## Galerie

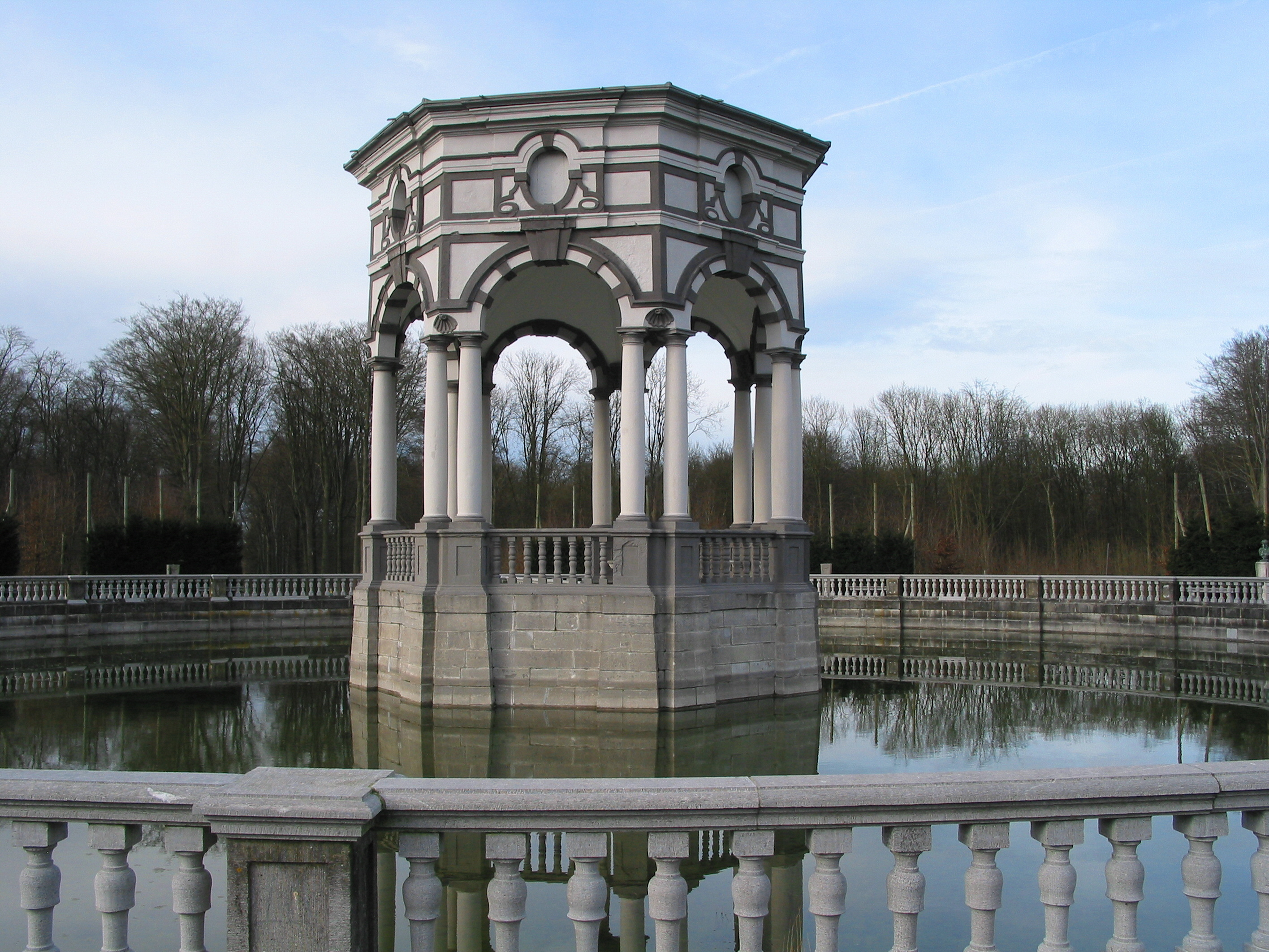
Le pavillon heptagonal du parc baroque des « Sept Etoiles ».
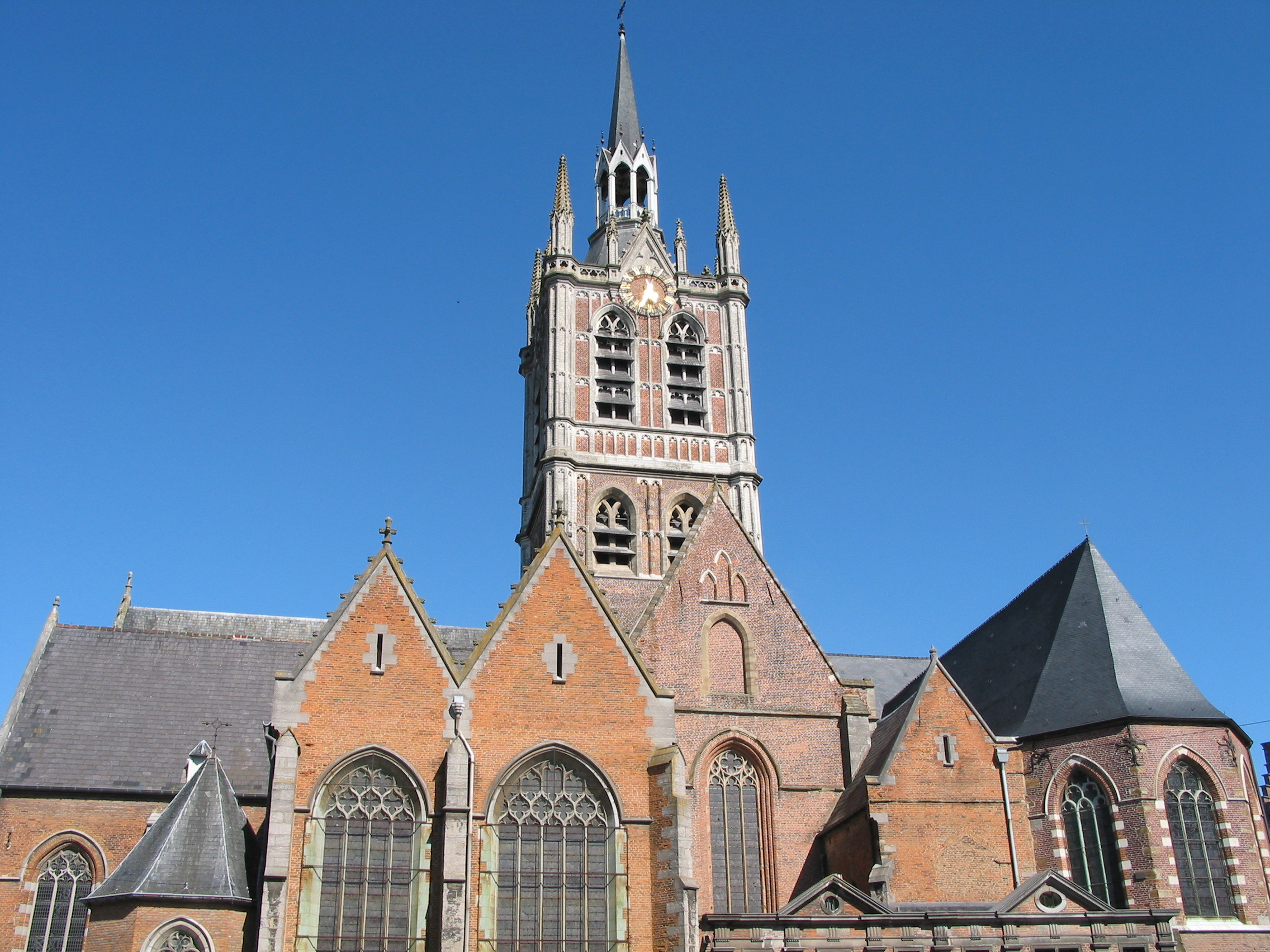
L’église Saint-Nicolas (XVe – XIXe siècle).
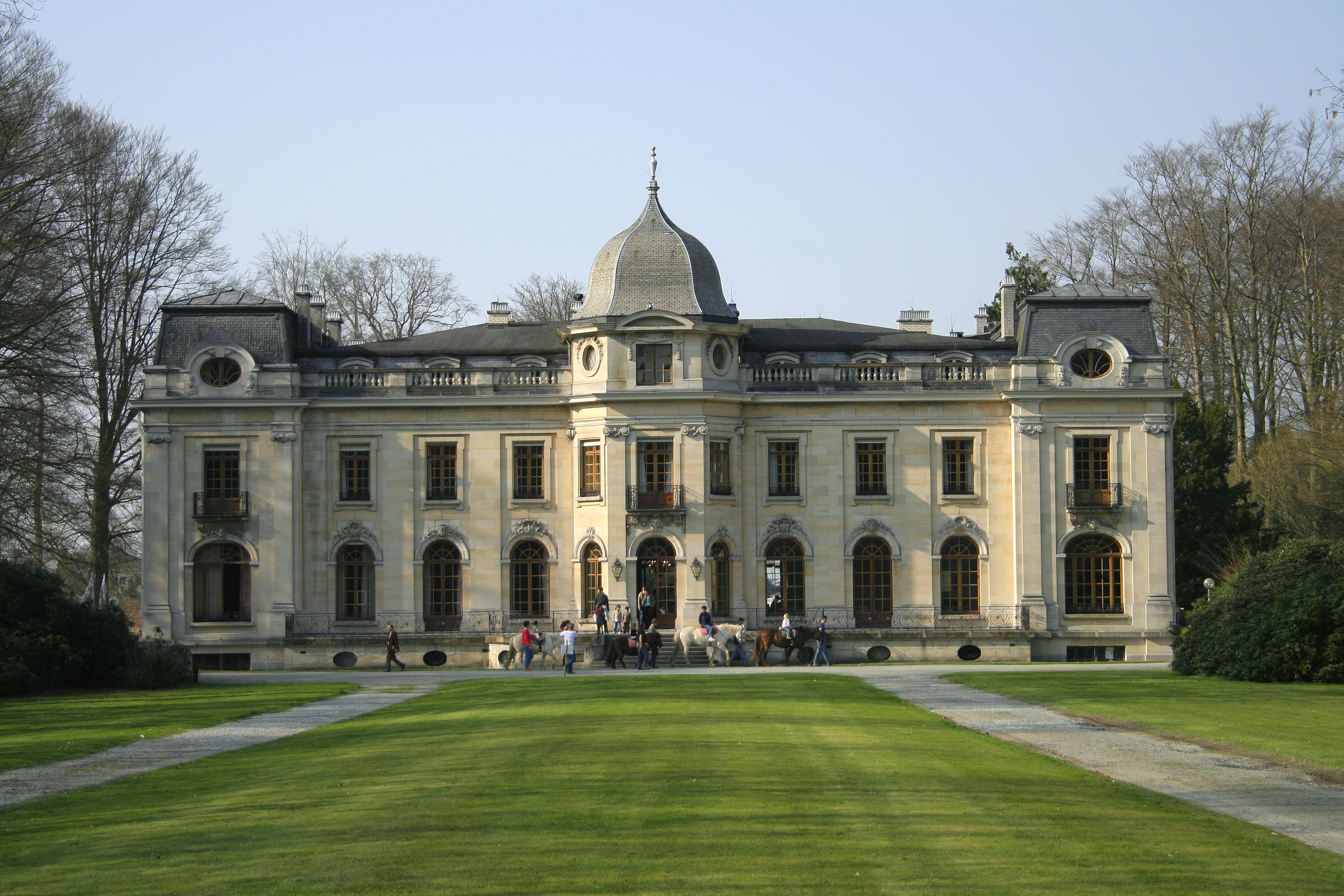
Le château dans le parc.
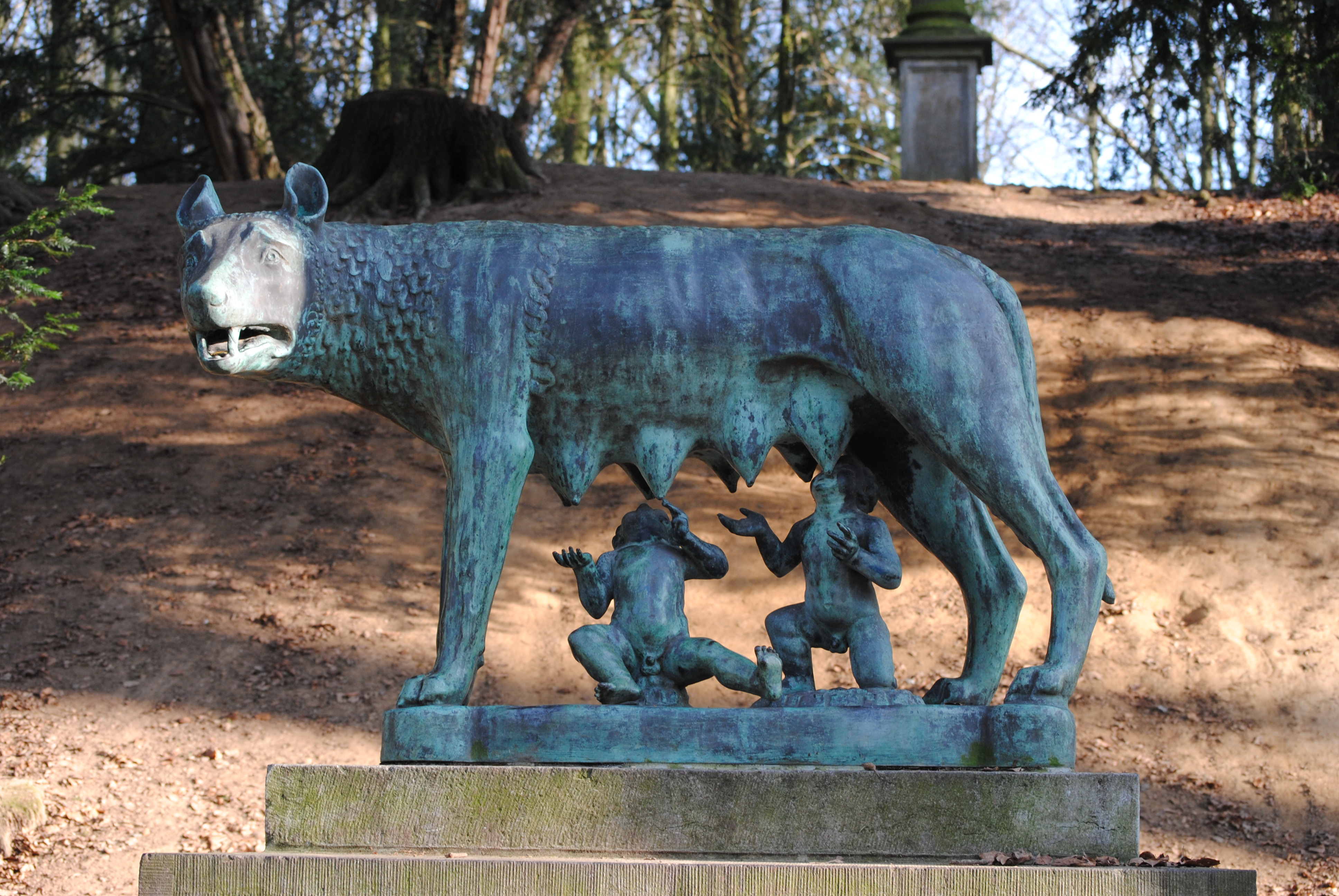
La louve romaine dans le parc.

## Personnalités liées à la commune
- Jean-François de Massiet (1635-1676), militaire.
- Edmond Duval (1809-1873), musicologue, chevalier de l'ordre de Saint-Grégoire-le-Grand.
- Albert Verbiest, peintre.
- Famille Tennstedt, premier importateur de Citroën en Belgique (1920).
- François Craenhals (1926-2004), dessinateur de bandes dessinées, vint s'établir à Enghien, rue Latérale, en 1952.
- Eddy Merckx (1945-), cycliste.
- Pierre Duré (1946-2012), ténor.
- André Theunis (1952-), maître luthier.